# Ascension (album)
Ascension – freejazzowy album Johna Coltrane’a, nagrany 28 czerwca 1965 roku. Płyta była odpowiedzią Coltrane’a na wcześniejszą o pięć lat płytę Free Jazz Ornette'a Colemana. Obie te płyty zostały uplasowane przez serwis AllMusic na liście Free Jazz (Top Albums) i mieszczą się w liczącej dwadzieścia parę pozycji „pierwszej próbie”. Piero Scaruffi, autor A History of Jazz Music uplasował Ascension na pierwszej pozycji listy albumów nagranych w 1965 roku, na czwartej pozycji najlepszych albumów dekady lat 60. oraz na dwunastej pozycji albumów jazzowych wszech czasów.
Obie te płyty są też trudne w odbiorze, choć Ascension w ocenie części krytyków jest bardziej przystępna. Ekkehart Jost pisze o obu płytach: W kolektywnych improwizacjach [albumu] Free Jazz wkłady wszystkich i każdego improwizatora mają pewne melodyczne życie samo w sobie; połączenia motywów i wstawki z różnych części tworzą polifoniczną sieć interakcji. Z drugiej strony w Ascension części współpracują ponad całością, aby utworzyć zmieniające się struktury dźwiękowe, w których jednostka ma zazwyczaj jedynie wtórne znaczenie. Całkiem wyraźnie centralna idea nie polega na produkowaniu sieci przeplatających się niezależnych linii melodycznych, lecz gęstych dźwiękowych kompleksów.

## Skład
Na płycie, obok Coltrane’a, zagrali młodzi muzycy, spośród których większość zyskała wkrótce sławę i podążyła własnymi ścieżkami:
- Marion Brown – saksofon altowy
- John Coltrane – saksofon tenorowy
- Art Davis – kontrabas
- Jimmy Garrison – kontrabas
- Freddie Hubbard – trąbka
- Dewey Johnson – trąbka
- Elvin Jones – perkusja
- Pharoah Sanders – saksofon tenorowy
- Archie Shepp – saksofon tenorowy
- John Tchicai – saksofon altowy
- McCoy Tyner – fortepian

## Dwie wersje
Zespół nagrał dwie wersje kompozycji oznaczone jako Edition I oraz Edition II. Na płytę winylową Coltrane wybrał wersję pierwszą. Krótko potem stwierdził jednak, że bardziej podoba mu się wersja druga, bo w pierwszej następują po sobie dwa saksofony altowe, co jest monotonne. W efekcie na kolejnych wydaniach płyty winylowej tłoczona była wersja druga, choć na oko płyta z nowszą wersją nie różniła się od tej ze starszą. Na płycie kompaktowej zmieściły się obie wersje.

## Soliści
Obie wersje różnią się nieznacznie kolejnością wchodzenia solistów:

### Ascension – Edition I
1. Wstęp
2. John Coltrane – saksofon tenorowy
3. Dewey Johnson – trąbka
4. Pharoah Sanders – saksofon tenorowy
5. Freddie Hubbard – trąbka
6. Archie Shepp – saksofon tenorowy
7. John Tchicai – saksofon altowy
8. Marion Brown – saksofon altowy
9. McCoy Tyner – fortepian
10. Art Davis i Jimmy Garrison – kontrabasy
11. Elvin Jones – perkusja
12. Zakończenie

### Ascension – Edition II
1. Wstęp
2. John Coltrane – saksofon tenorowy
3. Dewey Johnson – trąbka
4. Pharoah Sanders – saksofon tenorowy
5. Freddie Hubbard – trąbka
6. John Tchicai – saksofon altowy
7. Archie Shepp – saksofon tenorowy
8. Marion Brown – saksofon altowy
9. McCoy Tyner – fortepian
10. Art Davis i Jimmy Garrison – kontrabasy
11. Zakończenie